# Associazione Calcio Como 1943-1944
Questa pagina raccoglie le informazioni riguardanti l'Associazione Calcio Como nelle competizioni ufficiali della stagione 1943-1944.

## Stagione
Nella stagione 1943-1944 il Como ha disputato, vincendolo, il girone B del "Torneo misto" organizzato dal Direttorio II Zona (Lombardia). Ha poi disputato il girone finale a sei piazzandosi in quarta posizione di classifica con 9 punti, girone finale vinto dal Legnano con 13 punti davanti a Lecco e Medese con 11 punti, il girone è stato sospeso dopo nove giornate, ne mancava una al termine, dal CONI nell'agosto 1944 per le difficoltà dovute alla guerra in corso.

## Rosa
| N. |                   | Ruolo | Calciatore       |
| -- | ----------------- | ----- | ---------------- |
|    | Italia (bandiera) | A     | Giorgio Aebi     |
|    | Italia (bandiera) | C     | Carlo Borghi     |
|    | Italia (bandiera) | A     | Dario Capiaghi   |
|    | Italia (bandiera) | D     | Carlo Cerutti    |
|    | Italia (bandiera) | A     | Lino Colombo     |
|    | Italia (bandiera) | D     | Bruno Cremona    |
|    | Italia (bandiera) | A     | Guido Fovana     |
|    | Italia (bandiera) | A     | Fiorenzo Gaffuri |
|    | Italia (bandiera) | C     | Piero Maronati   |

| N. |                   | Ruolo | Calciatore          |
| -- | ----------------- | ----- | ------------------- |
|    | Italia (bandiera) | D     | Riccardo Martinelli |
|    | Italia (bandiera) | D     | Carlo Pagani        |
|    | Italia (bandiera) | C     | Bruno Mazza         |
|    | Italia (bandiera) | P     | Angelo Penati       |
|    | Italia (bandiera) | C     | Francesco Pesenti   |
|    | Italia (bandiera) | D     | Guido Quadri        |
|    | Italia (bandiera) | A     | Mario Tagliabue     |
|    | Italia (bandiera) | A     | Alfredo Taroni      |
|    | Italia (bandiera) | P     | Vitali              |